# Бад Брамштет
Бад Брамштет (њем. Bad Bramstedt) град је у њемачкој савезној држави Шлезвиг-Холштајн. Једно је од 95 општинских средишта округа Зегеберг. Према процјени из 2010. у граду је живјело 13.730 становника. Посједује регионалну шифру (AGS) 1060004.

## Географски и демографски подаци
Бад Брамштет се налази у савезној држави Шлезвиг-Холштајн у округу Зегеберг. Град се налази на надморској висини од 9 метара. Површина општине износи 24,1 km². У самом граду је, према процјени из 2010. године, живјело 13.730 становника. Просјечна густина становништва износи 569 становника/km².

## Међународна сарадња
| Мјесто    | Држава | Врста сарадње | Од    |
| --------- | ------ | ------------- | ----- |
| Сомерстет | Данска | партнерство   | 1954. |
| Извор     |        |               |       |